# Chirolophis nugator
Chirolophis nugator är en fiskart som först beskrevs av Jordan och Williams, 1895.  Chirolophis nugator ingår i släktet Chirolophis och familjen taggryggade fiskar. Inga underarter finns listade i Catalogue of Life.